# Metropolia di Samo e Icaria

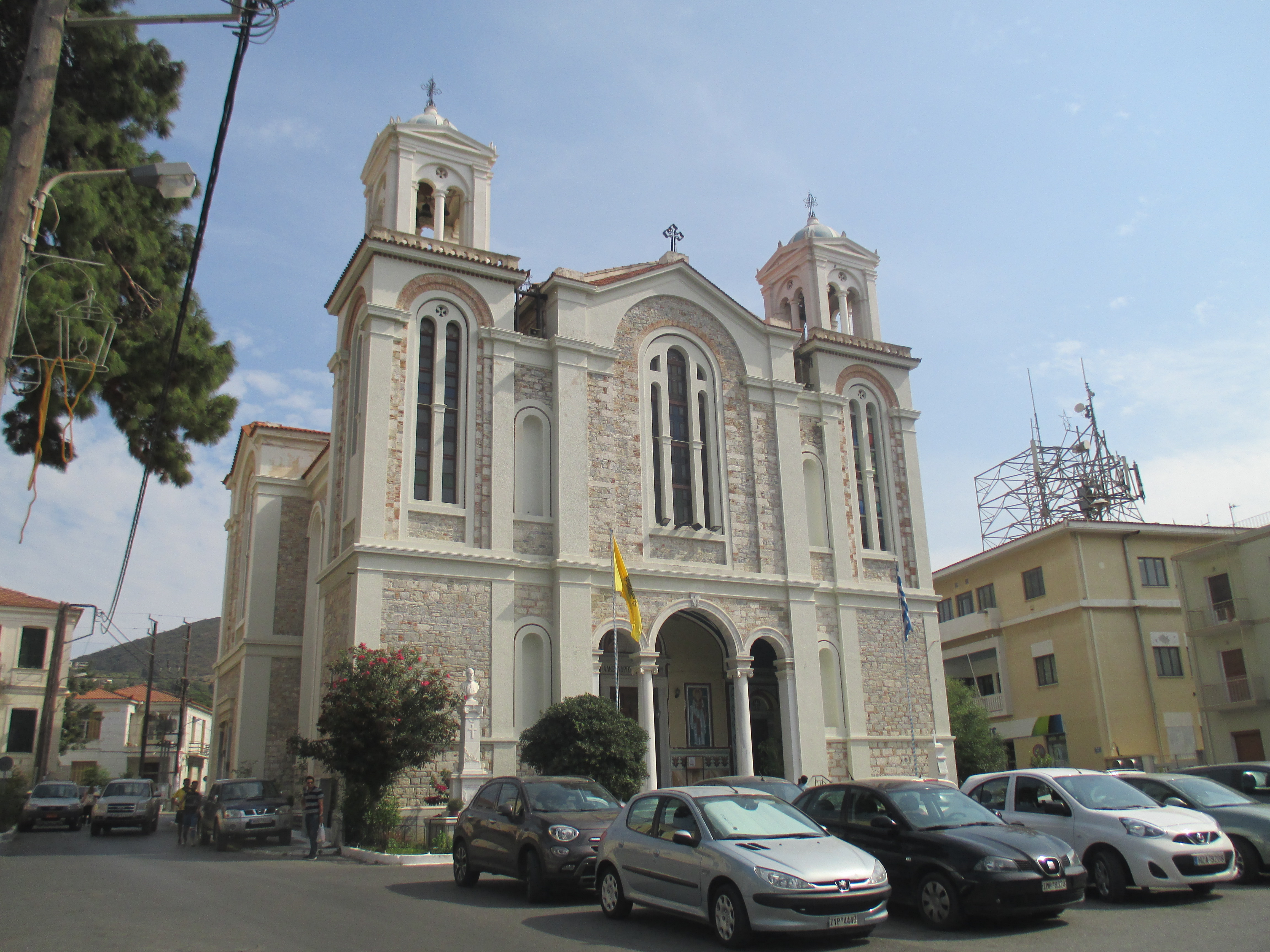
La chiesa di San Spiridone di Samo.

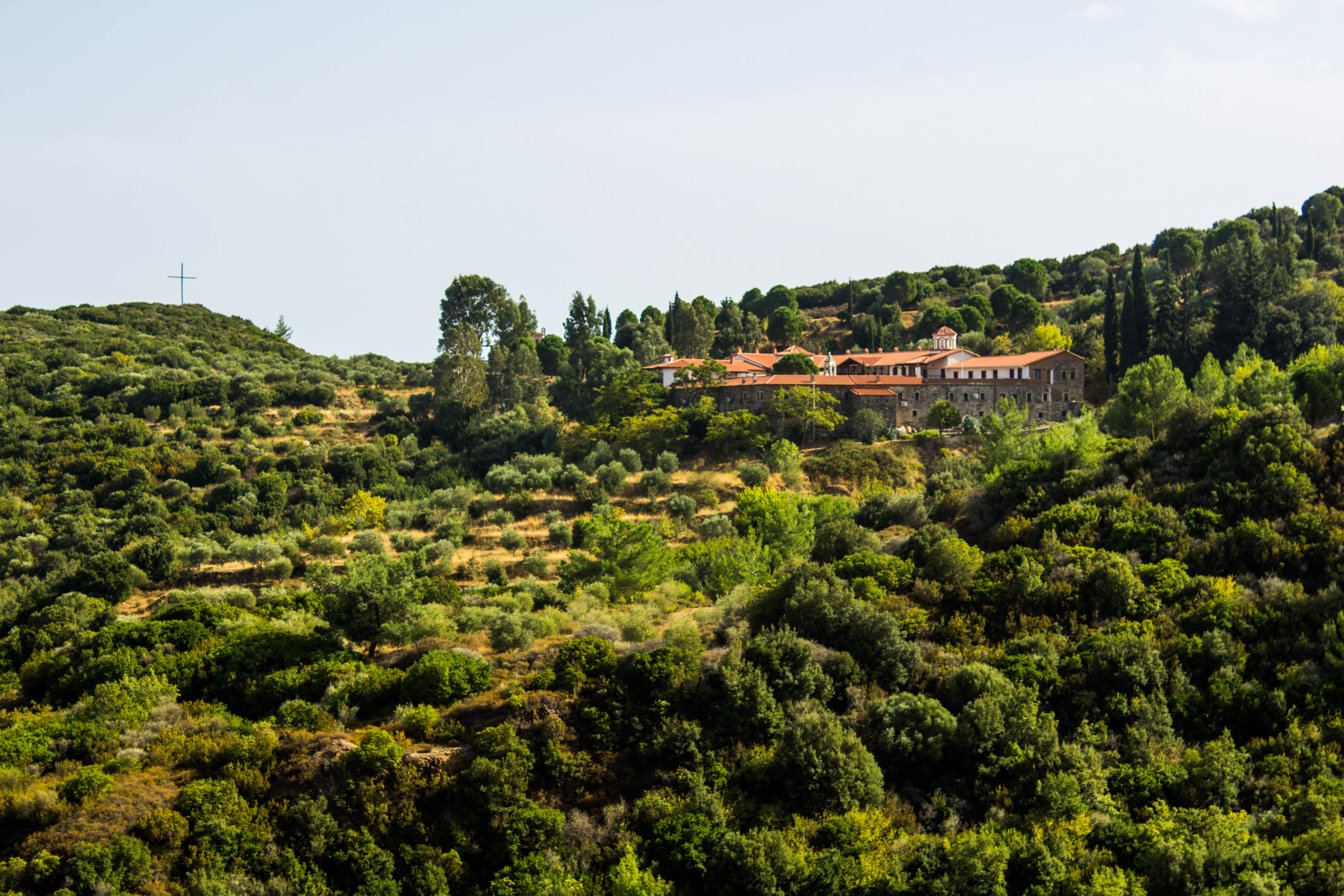
Il monastero Megali Panagia

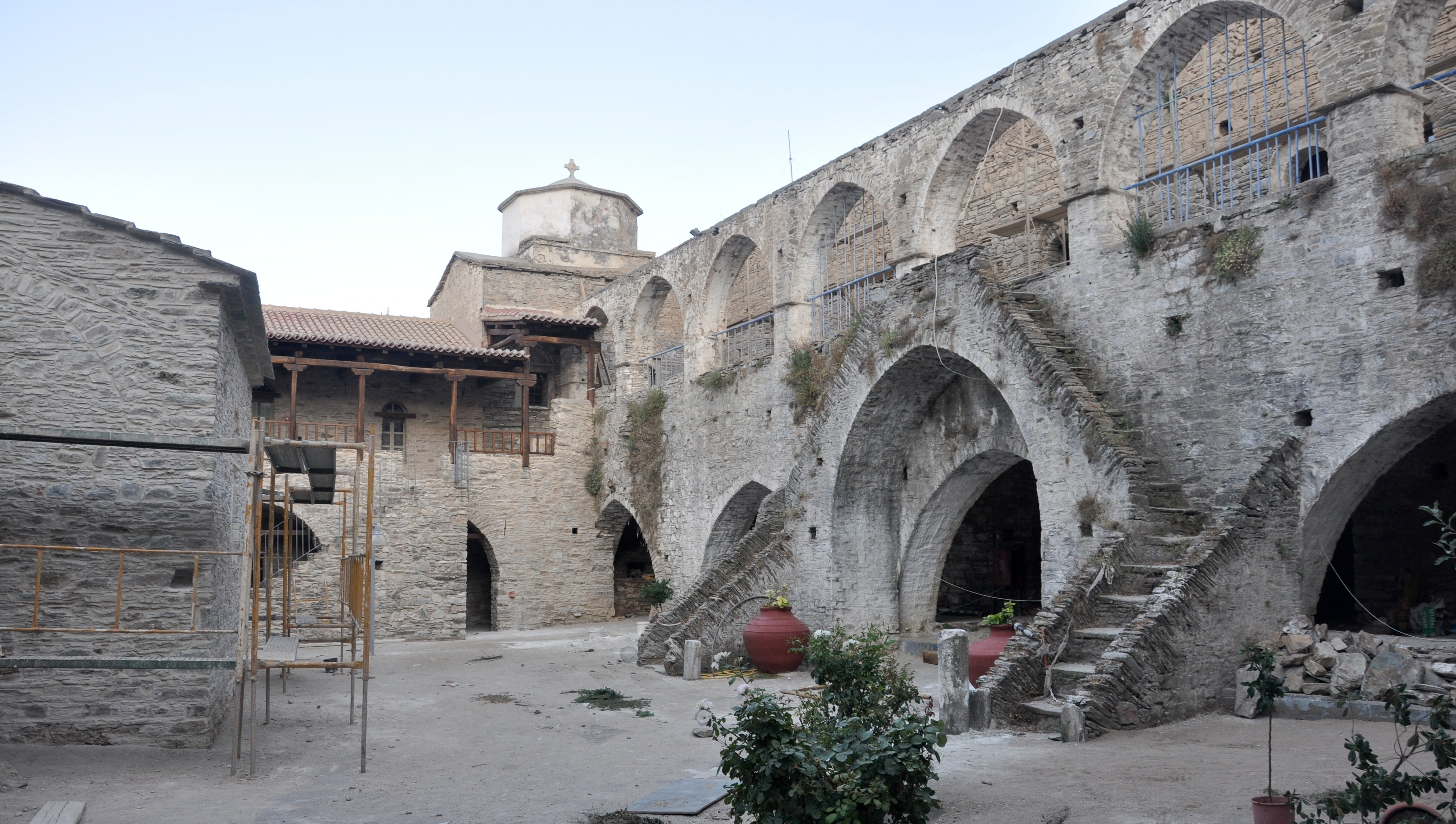
Il monastero di Vronta.

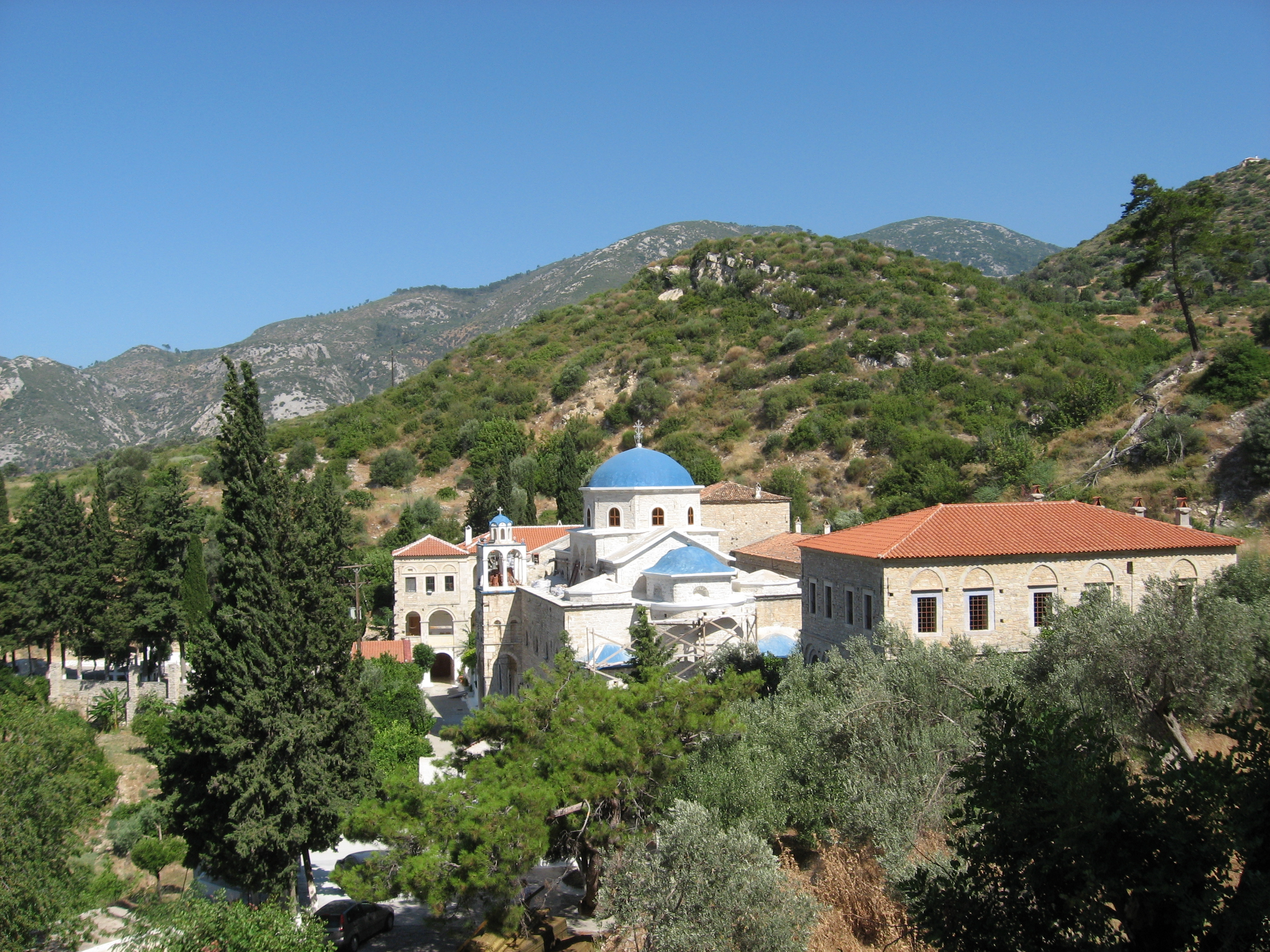
Il monastero della Santa Croce.

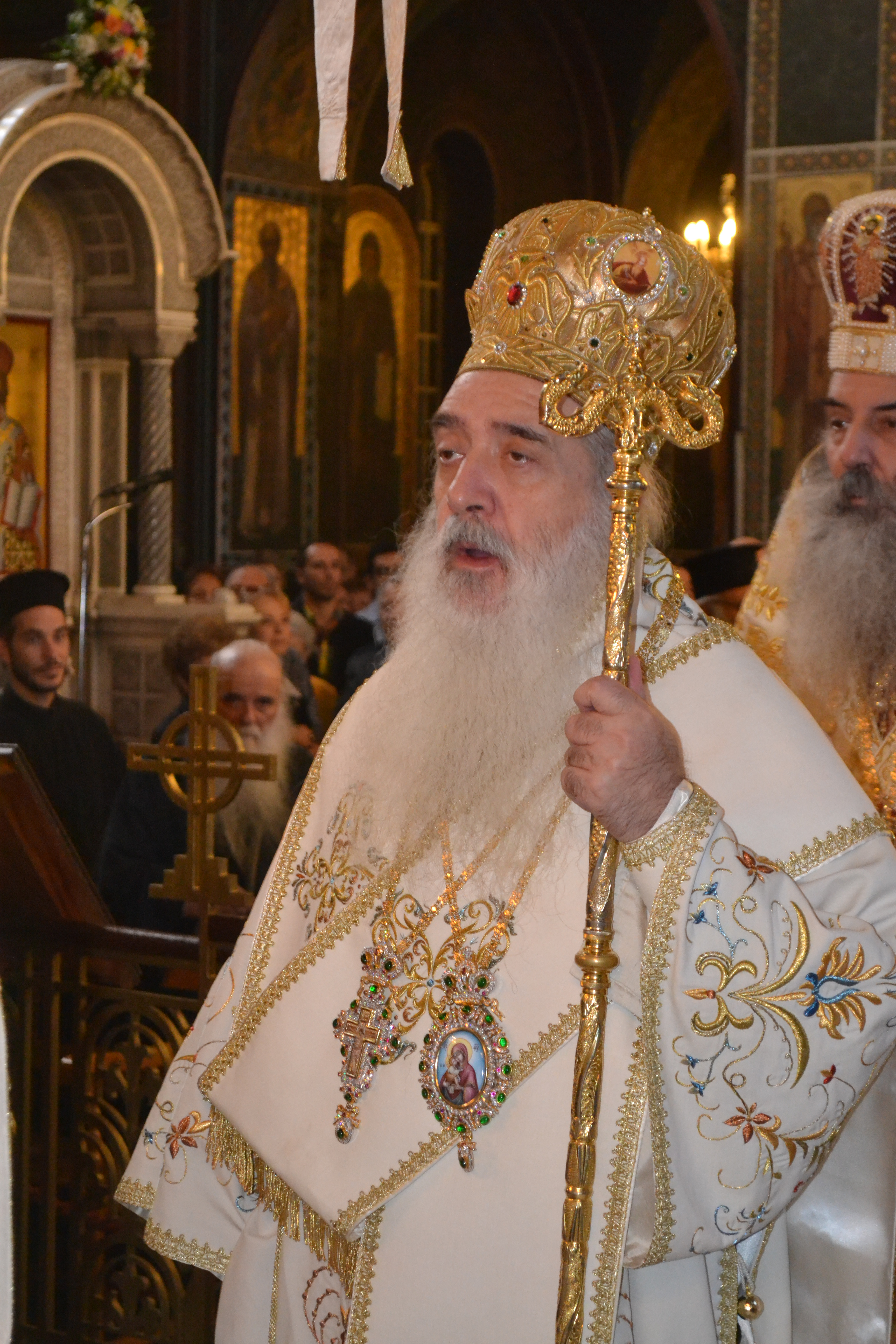
Eusebio di Samo, metropolita dal 1995.

La metropolia di Samo e Icaria (in greco: Ιερά Μητρόπολις Σάμου και Ικαρίας; Ierá Mitrópolīs Sámou kai Ikarias) è una diocesi del patriarcato ecumenico di Costantinopoli, pastoralmente affidata alla Chiesa di Grecia, con sede a Samo, nell'Egeo Settentrionale, dove si trova la cattedrale metropolitana di San Nicola.
Dal 22 luglio 1995 il metropolita è Eusebio Pistolis.

## Territorio
La metropolia comprende le isole di Samo, Icaria e l'arcipelago di Furni nel mar Egeo orientale di fronte alle coste turche.
Sede del metropolita è la città di Samo, dove si trova la cattedrale metropolitana di San Nicola.
La metropolia comprende 64 chiese sull'isola di Samo, 45 su quella di Icaria e 3 a Fourni; sul territorio vi sono inoltre 18 monasteri, di cui 12 a Samo, 5 a Icaria e 1 a Fourni.
Dal punto di vista canonico, la metropolia fa parte del patriarcato ecumenico di Costantinopoli. Tuttavia, trovandosi in territorio greco, la gestione pastorale è affidata alle cure dell'arcivescovo di Atene e della Chiesa di Grecia.

## Storia
Samo è un'antica sede vescovile della Grecia, suffraganea dell'arcidiocesi di Rodi nel patriarcato di Costantinopoli. L'isola fu uno degli approdi di san Paolo nel suo viaggio verso Gerusalemme per essere sottoposto a processo (Atti degli apostoli 20,15). La sede appare in tutte le Notitiae Episcopatuum del patriarcato al primo posto tra le suffraganee di Rodi, a partire da quella dello pseudo-Epifanio e databile alla metà del VII secolo fino alla Notitia del XII secolo.
Il primo vescovo storicamente accertato è Isidoro, di cui parla Giovanni Mosco, monaco bizantino (550-619), nell'opera Prato spirituale; in quest'opera Giovanni narra le vicende del monaco Isidoro, «esimio per virtù, caritatevole verso tutti, e insigne per umiltà e semplicità», che fu fatto vescovo di Samo, forse attorno al VI secolo. Due vescovi di Samo presero parte ai concili ecumenici del primo millennio cristiano: Isidoro, che prese parte al concilio in Trullo del 692; e Eraclio, che tra i padri del concilio di Nicea del 787. Numerosi vescovi di Samo sono noti grazie alla scoperta dei loro sigilli episcopali.
Nella seconda metà del XV secolo l'isola, troppo spesso attaccata e messa a ferro e a fuoco dai pirati, fu abbandonata dalla popolazione e solo dopo la conquista ottomana si cominciò a ripopolarla, in particolare a partire dal 1572. In questo periodo sono noti alcuni vescovi titolari di Samo, ma non residenziali. Alla fine del secolo, tra il 1585 e il 1590, la diocesi di Samo, ripristinata, fu elevata al rango di arcidiocesi; il primo arcivescovo noto è Partenio, menzionato nel 1623.
Nel 1864 la sede fu elevata al rango di metropolia e i metropoliti ebbero il titolo di "Metropolita di Samo e Icaria, Ipertimo e Esarca delle Isole Cicladi". Nel 1918 alla metropolia fu aggiunto anche l'arcipelago di Furni (in greco: Φούρνοι Κορσέων, Fournoi Korseon).
Icaria, che già ebbe sporadicamente dei vescovi indipendenti nel XV e XVI secolo, dopo la catastrofe dell'Asia Minore nel 1924 fu eretta a metropolia, separata da quella di Samo. Due ne furono i vescovi: Gioacchino Kaviris (1924-1926) e Neofito Kotzamanidis (1926-1931). Alla morte di quest'ultimo, la sede fu soppressa e il suo territorio reintegrato in quello di Samo.

## Cronotassi
- San Leone †[8]
- Anonimo ? † (fine IV secolo)[8]
- Isidoro I † (prima del VII secolo)[9]
- Giovanni † (VI/VII secolo)[10]
- Timoteo † (VII secolo)[11]
- Anonimo † (VII secolo)[12]
- Isidoro II † (menzionato nel 692)[13]
- Eraclio † (menzionato nel 787)[14]
- Anastasio † (circa IX secolo)[15]
- Sergio † (X/XI secolo)[16]
- Giorgio † (XI secolo)[17]
- Michele † (XI secolo)[18]
- Cirillo † (XIV/XV secolo)[19]
- Arsenio † (menzionato nel 1417/1418)[20]
- Martirio † (prima del 1584 circa)
- Neofito † (1584 - 1585 deposto)
- Simeone † (fine del XVI secolo)
- Partenio † (menzionato nel 1623)
- Matteo † (menzionato nel 1625)
- Atanasio † (menzionato nel 1630)
- Antimo † (prima del 1638 - 1644 deposto)
- Partenio † (3 maggio 1644 - novembre 1652 deposto)
- Cristoforo † (1652 - maggio 1654 deposto)
- Cornelio † (maggio 1654 - 1661 deceduto)
- Neofito † (22 giugno 1661 - 1666 deposto)
- Giuseppe † (7 ottobre 1666 - 1671)
- Filareto † (1671 - dicembre 1680 dimesso)
- Doroteo † (dicembre 1680 - 1685)
- Ignazio † (1685 - 1690)
- Gedeone † (menzionato nel 1696)
- Gregorio † (1697 - 1717)
- Misaele † (1718 - 1725)
- Gioannichio † (1725 - 1732)
- Gregorio † (1732)
- Callinico † (1742 - 1772)
- Melezio † (1772 - 1777)
- Acacio † (1777 - 1780)
- Gabriele † (prima di ottobre 1780 - 1783)
- Daniele † (ottobre 1783 - 3 maggio 1815 deceduto)
- Cirillo Agrafiotis † (28 maggio 1815 - marzo 1834 deceduto)
- Aristarco Barbates † (marzo 1834 - 1º gennaio 1836 deceduto)
- Teodosio † (20 marzo 1836 - 16 febbraio 1841)
- Partenio Koutsomanolis † (16 febbraio 1841 - luglio 1842)
- Gregorio † (luglio 1842 - 26 settembre 1852 eletto metropolita di Demetriade)
- Gabriele Katsaros † (13 luglio 1855 - 31 agosto 1900 deceduto)
- Atanasio Caporalis † (28 settembre 1900 - 9 febbraio 1903 deceduto)
- Costantino Vontzalidis † (23 febbraio 1903 - 31 marzo 1926 deceduto)
- Ireneo Papamichail † (10 aprile 1926 - 29 giugno 1963 deceduto)
- Pantalemone Chrysofakis † (21 novembre 1965 - 13 luglio 1974 eletto metropolita di Salonicco)
- Pantalemone Bardakos † (15 luglio 1974 - 1º luglio 1995 deceduto)
- Eusebio Pistolis, dal 22 luglio 1995